# 宋旻晶
宋旻晶（韓語：송민정，1987年4月20日—），韓國女演員。

## 影视作品

### 電視劇
- 2007年：MBC《壞女人好女人》飾演 護士
- 2008年：MBC《不要動搖》飾演 慧琳
- 2011年：MBC《你真漂亮》飾演 朴娜英
- 2011年：OCN《吸血鬼檢察官》飾演 徐智賢
- 2012年：MBC《神的晚餐》飾演 鄭多雲
- 2012年：KBS《愛情啊愛情啊》飾演 洪秀雅
- 2013年：SBS《主君的太陽》飾演 金美京（客串）
- 2015年：MBC Drama《太陽的都市》飾演 韓知秀

### 電影
- 2006年：《鬼魅兒》
- 2008年：《孤立者》
- 2009年：《女高怪談5》
- 2016年：《危險羅曼史》

### MV
- 2013年：Honey G《傻瓜啊》（與柳演錫）